# Örményország
Örményország (örmény nyelven: Հայաստան, Hajasztán vagy Հայք, Haik) tengerparttal nem rendelkező hegyvidéki ország, 1991 óta független. A Kis-Ázsiától keletre fekvő állam földrajzilag Ázsiához tartozik, ugyanakkor történelmi és kulturális okokból gyakran az európai országok közé sorolják. Területének északkeleti – kisebb – részét a Kis-Kaukázus, nagyobb részét az Örmény-felföld teszi ki. Északon Grúzia, keleten Azerbajdzsán, nyugaton  Törökország, délnyugaton egy Azerbajdzsánhoz tartozó exklávé (a Nahicseván Autonóm Köztársaság), délen pedig Irán Kelet-Azerbajdzsán tartománya határolja. Mintegy egyharmad magyarországnyi területével a kaukázusi régió legkisebb nemzetközileg is elismert független állama.
Jelenlegi területe csak egy apró részét képezi az ókorban a Közel-Kelet nagy területeit uraló örmény civilizációnak, Armeniának, amely hatalmának csúcsán három tengert is érintett, a Fekete-tenger délkeleti partvidékétől egészen a Földközi-tengerig, a Kaszpi-tengerig és az Urmia-tóig befolyása alá vonta a területeket. 
A szomszédos országok állandó támadásaitól meggyengült örmény állam végül elveszítette függetlenségét és évszázadokon át oszmán és perzsa fennhatóság alatt állt. Az ország keleti részét a 19.században Oroszország csatolta magához, míg a nyugati területek továbbra is török kézen maradtak. Az első világháború évei alatt zajlott le a mai napig a legnagyobb nemzeti tragédiájukként számon tartott örmény népirtás, amelynek során az oszmán hatóságok mintegy 600–800 ezer örményt gyilkoltak meg. 1918-ban az ország kikiáltotta függetlenségét, azonban az Első Örmény Köztársaságot a szovjetek gyorsan elfoglalták és a kommunista államszövetséghez csatolták Örmény SZSZK néven. 1991-ben nyerte el függetlenségét.
Az ország a fejlődő országok közé tartozik. A gazdaság elsősorban az ipari termelésen és az ásványkincskitermelésen alapul. Mivel geopolitikai tekintetben Európához tartozik, számos, a kontinenshez kötődő szervezet tagja, mint az Európa Tanács, a Keleti Partnerség és az Eurocontrol. Az ország támogatta a szintén örmények lakta szakadár köztársaság, Hegyi-Karabah függetlenségét, emiatt több háborút is vívott a szomszédos muszlim lakosságú Azerbajdzsánnal. A legutóbbi, 2023-as összecsapásból az azeriek kerültek ki győztesen és a szakadár terület Azerbajdzsán része lett.

## Földrajz

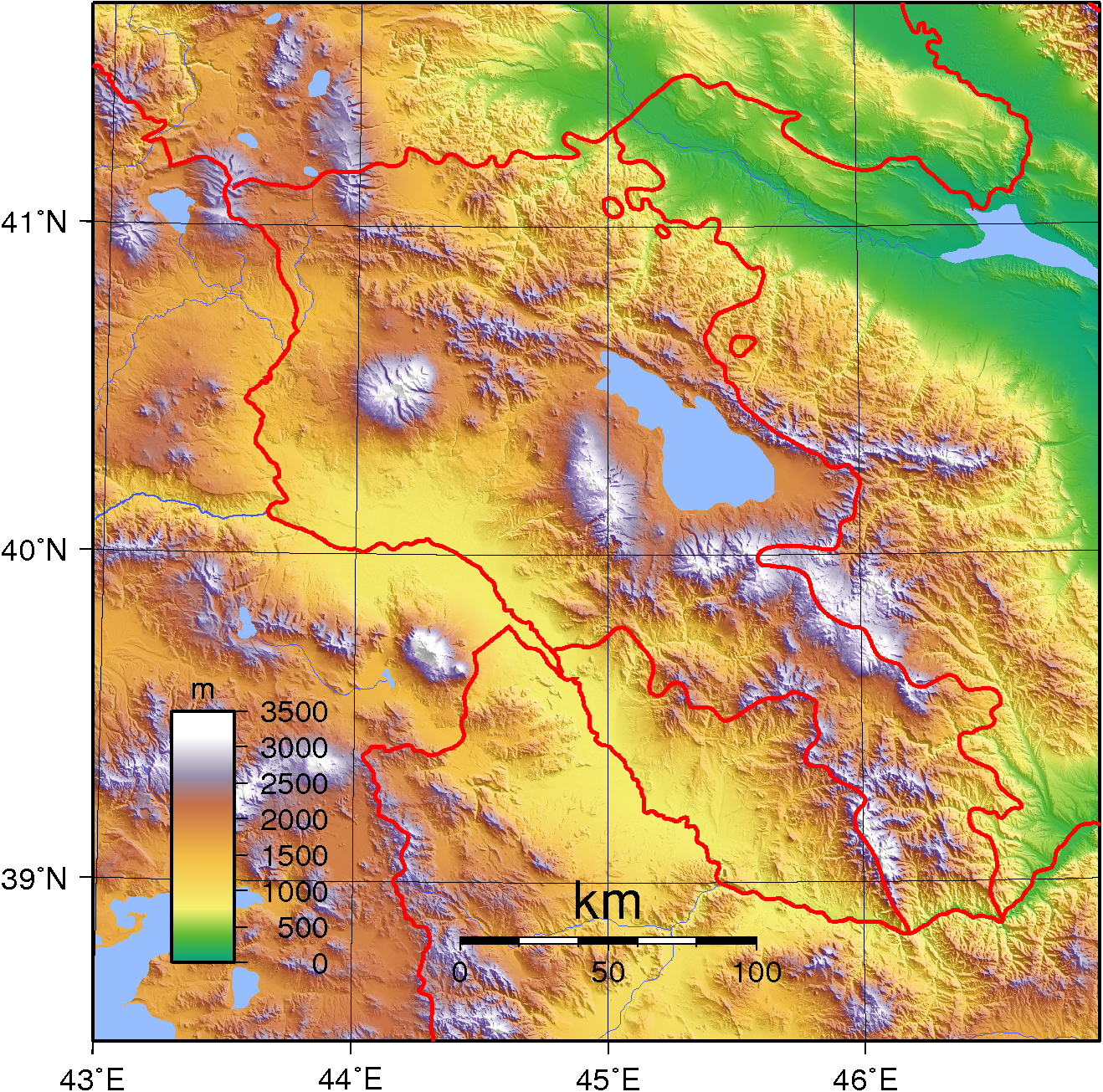
Örményország domborzati térképe
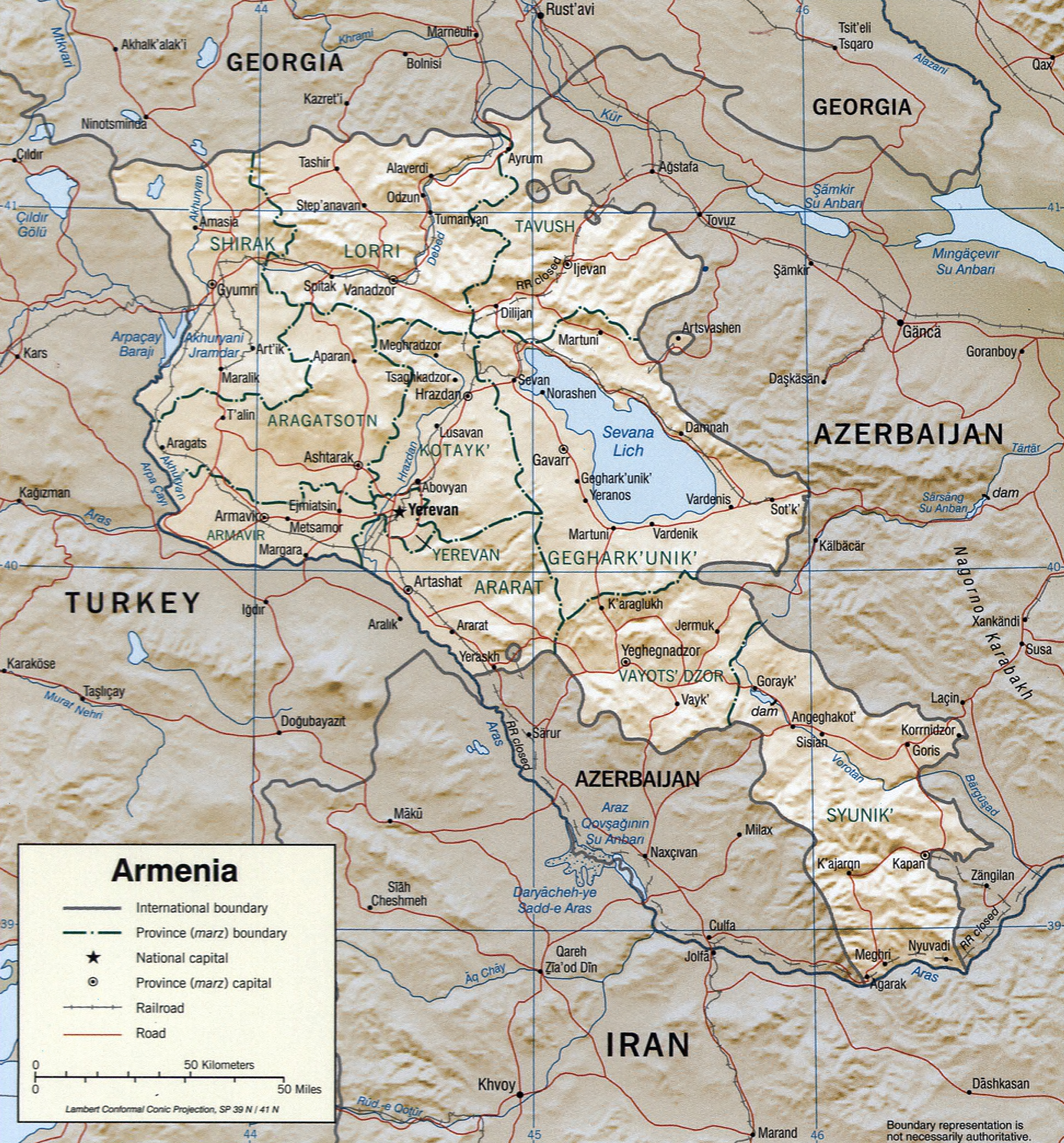
Politikai térkép
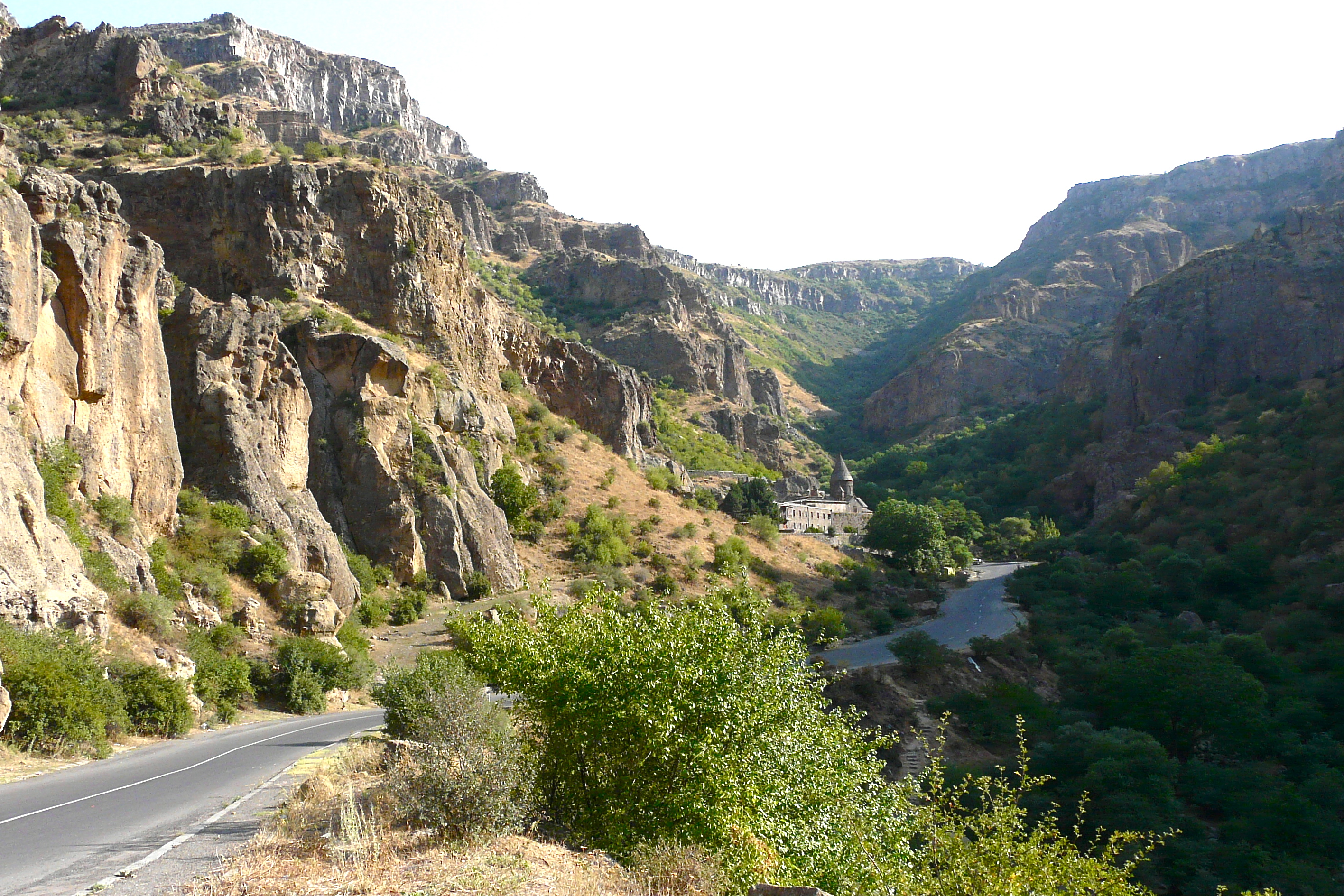
Tájkép Geghard környékén
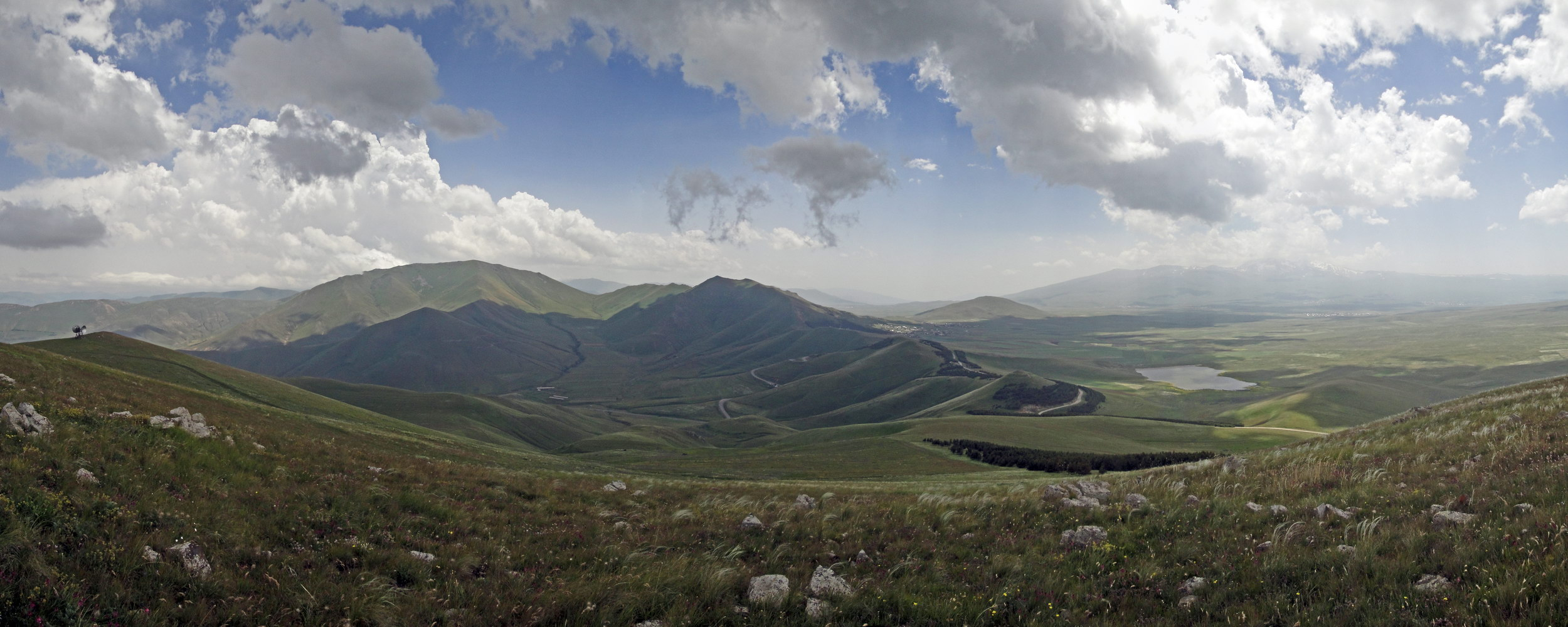
Tájkép a Szeván-tó mellett, nyugatra

### Domborzat
Az ország 90%-a 1000 méternél magasabban van; átlagmagassága 1800 méter. Legmagasabb pontja a 4090 méteres Aragac vulkán.
Geológiai és domborzati viszonyai alapján három tájra osztható : 
- az északi és északkeleti részen a Kis-Kaukázus  egyes részei. Legnagyobb hegységei a Gugarac-hegység (Csatin-csúcs, 2244 m) és a Murguz-hegység (Murguz-csúcs, 2993 m);
- nyugati és déli nagy részét az Örmény-felföld foglalja el. A Szeván-tótól északra Szeván-hegység emelkedik;
- délnyugati, török határ menti tája az Ararát-síkság, amely a Középső-Araksz árkának északi része.

Az Ararát, az Örmény-felföld legmagasabb hegye, az örmények nemzeti szimbóluma a mai Örményországon kívül, Törökország területén emelkedik.

### Vízrajz
Jelentősebb folyói az Araksz, a Kaszah, a Razdan, a Debed, az Aghstev és a Vorotan. Mind gyors folyású, hegyi folyók, vízhozamuk igen változó.
Legnagyobb tava a Szeván-tó; vizét öntözésre és áramtermelésre használják. Ennek területe 940 km², tengerszint feletti magassága 1900 m.

### Éghajlat

Éghajlati térkép a Köppen-osztályozással (angol)

Mérsékelt övezeti kontinentális éghajlatát nagy hőmérsékleti ingás és kevés csapadék, sokszor száraz időjárás jellemzi. Éghajlatát a hegységek jelenléte jelentősen befolyásolja, az éghajlati jellemzők a tengerszint feletti magassággal együtt változnak. A Földközi-tenger és a Fekete-tenger felőli nedves légtömegek ritkán érik el az országot, ezért a csapadékmennyiség viszonylag kicsi, és jelentős az éves hőingás. A téli hónapok középhőmérséklete 0 °C körül van, míg a júliusi középhőmérséklet meghaladja a 25 °C-ot. Az éves csapadékmennyiség az alacsonyabban fekvő részeken 250 mm, de a magas hegységekben eléri a 800 mm-t is. Az ország területén mért legmagasabb hőmérséklet 42 °C (Armavir, 2016. július 21.), a legalacsonyabb hőmérséklet -33 °C (Gavar, 1950. január 16.).

### Élővilág, természetvédelem
Az ország nagy kiterjedésű fennsíkjait sztyeppvegetáció uralja. Az állományalkotó füvek (ált. csenkeszfajok) és sások mellett gyakoriak a hagymás, gyöktörzses és pillangósvirágú növények. A völgyek természetes növénytakaróját csaknem teljesen kiirtották, helyükön mezőgazdasági termelés folyik. Az ország területének 14%-át borítják a folyókat kísérő galériaerdők ill. kontinentális lombhullató erdők (2006).
Faunájára az európai fajokon kívül az ázsiai elterjedésű fajok benyomulása jellemző. A Kis-Kaukázus kiemelkedő hegyláncai és fennsíkjai bennszülött fajokban gazdagok. A ragadozókat a farkas, az aranysakál, a barnamedve és a tigrisgörény képviseli. A párosujjú patások közül előfordul a gímszarvas, az őz, a zerge, a bezoárkecske és az ázsiai muflon.
Az országban természetvédelmi minisztérium működik. Megadóztatják a levegő, a vizek és a talaj szennyezőit. Hivatalosan 60 szeméttelep van. A szelektív hulladékgyűjtés, a hulladék újrahasznosítása megoldatlan.

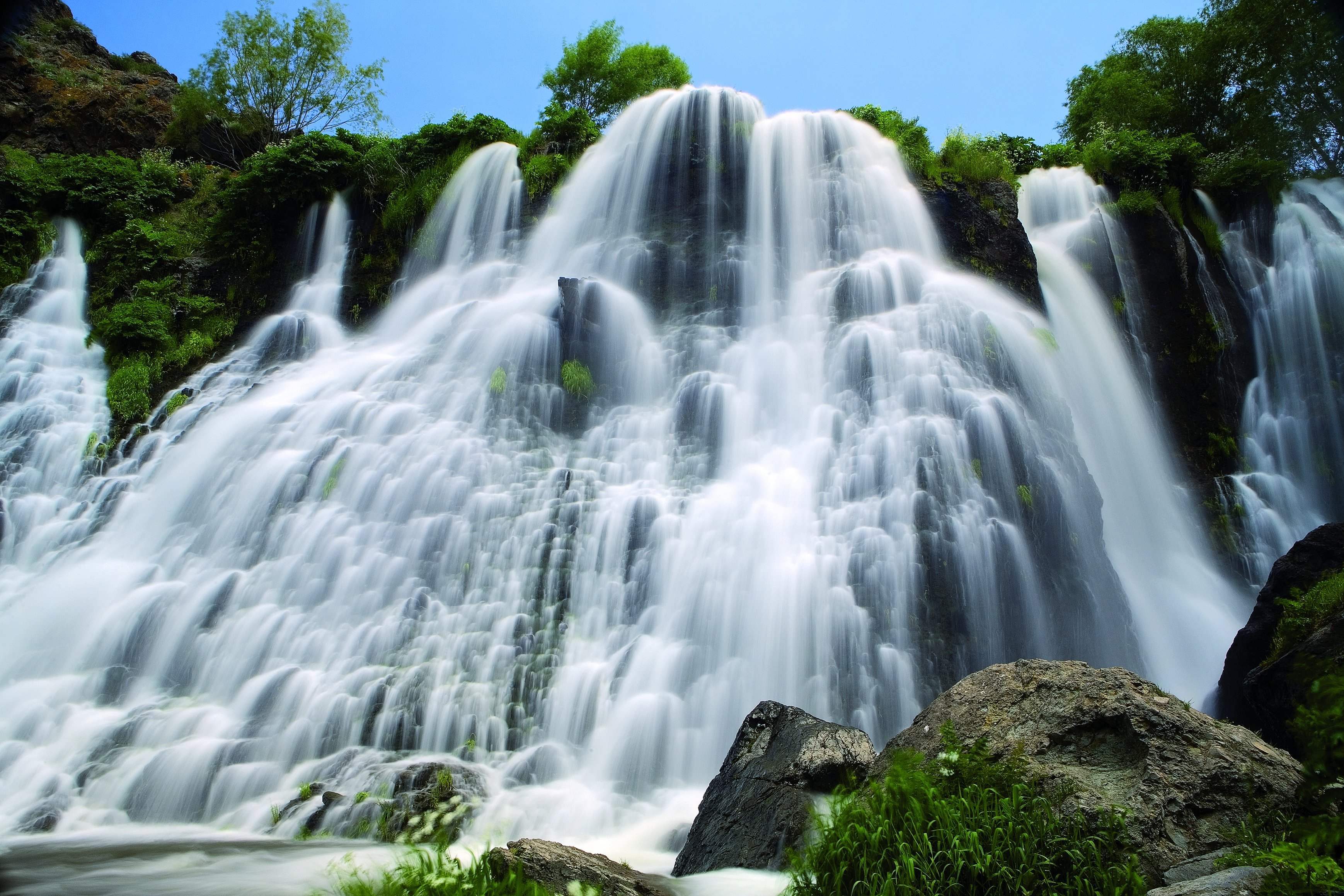
A Shaki-vízesés

#### Természeti világörökségei
Az UNESCO világörökségi listáján nincs Örményországból természeti táj.

## Története

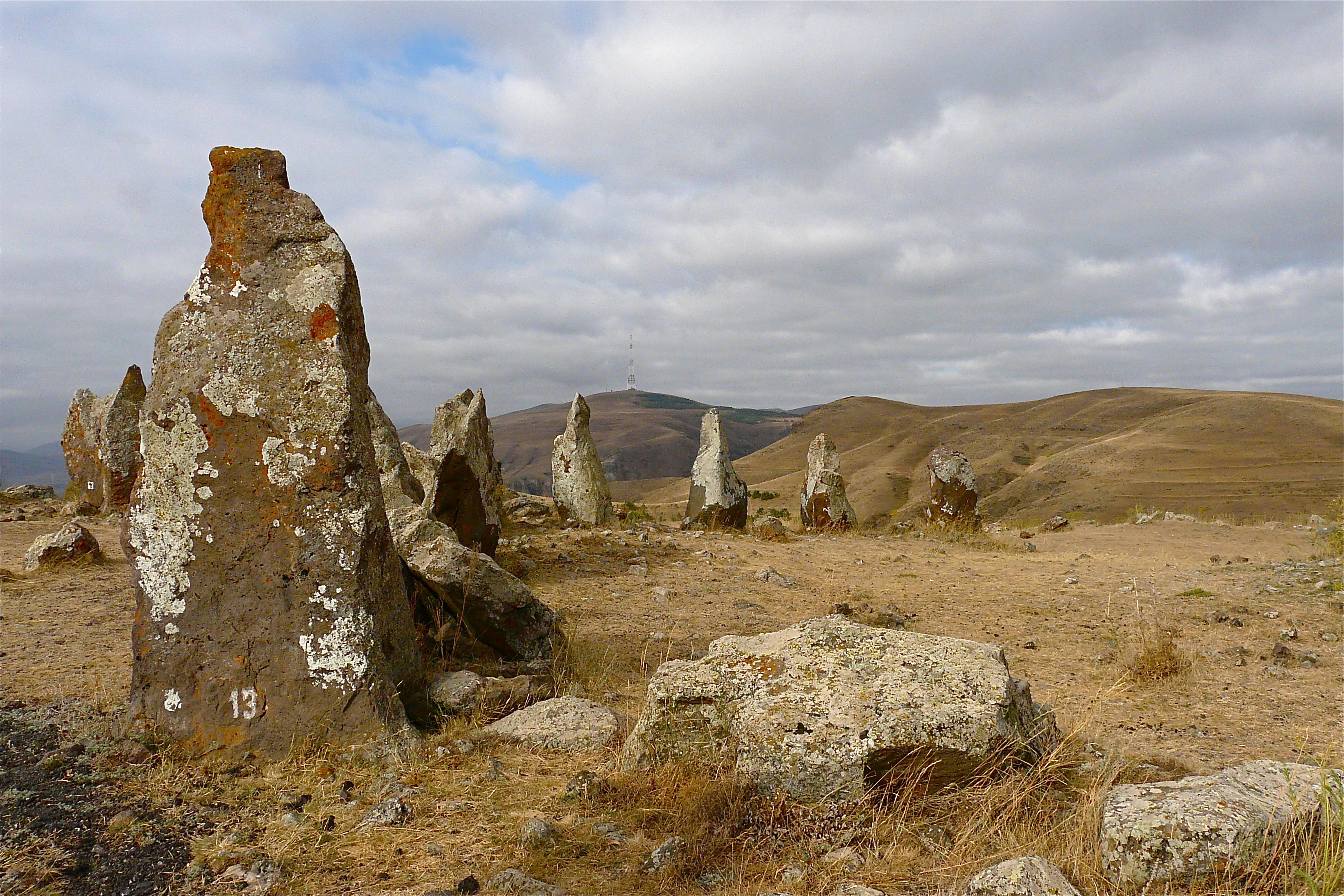
Bronzkori kőkör maradványa, Zorats Karer (Karahunj)

### Ókor
Örményország a történelem előtti idők óta lakott, vannak, akik szerint itt volt a bibliai Édenkert. Örményország egy fennsíkon fekszik az Ararát-hegy szomszédságában, ahol a zsidó-keresztény hagyomány szerint Noé bárkája földet ért, a vízözön levonulása után.
Az örmény hagyomány szerint ők Noé három fia közül a legkisebbnek, Jáfetnek a leszármazottai. Jáfet egyik unokája volt Togarmah, akinek a fia Hajk, az ősatya (Noé ükunokája) volt Örményország legendás megalapítója.
E hagyomány szerint i.e. 2492. augusztus 11-én Hajk a Van-tó partján vívott csatában legyőzte és megölte Babilón királyát, Belt és ettől - a több mint 4500 évvel ezelőtti - naptól számítják a független Örményország létrejöttét.
Örményország Hajkról kapta az örmény nevét, Hajasztán-t; illetve az ő fiáról, Armenakról a külföldön elterjedt Armenia nevet.
A régészek kétségbevonhatatlan bizonyítékokat találtak arra, hogy Örményország és az Örmény-felföld az emberi civilizáció kezdetei óta lakott. 8000 évvel ezelőttől i. e. 1000-ig nyílhegyeket, baltákat és késeket készítettek itt rézből, bronzból majd vasból és kereskedtek vele a környező vidékekkel, ahol ezek a fémek sokkal nehezebben voltak hozzáférhetők. Talán Örményország a sumer feljegyzésekben említett Aratta (Ararát, lásd Enmerkar és Aratta ura), bár ezt kevesen támogatják, inkább Dél-Irán, vagy Elám bizonyos térségeit valószínűsítik. Ha van is köze az Ararátnak Arattához, akkor az inkább a földrajzi nevek hurcolásával kapcsolatos.
A bronzkorban hettiták és hurrik portyáztak erre, a történelmi Örményország délnyugati részén. Hajasa-Azzi (i. e. 1500–1200) nem nyúlt el a mai Örményországig, bár az örmény etnogenezisben nagy szerepe volt. Az i. e. 12. századtól a hajok alkották a népesség többségét, akik a moszkhoszok (mušḫik) vándorlása után, velük keveredve a kartvéli népeket hozták létre. Az i. e. 9. századtól Urartu erősítette meg átmenetileg hatalmát az Örmény-felföldön. Minden előbb említett nép és törzs részt vett az örmény nép etnogenezisében, a hajok révén erős a rokonság a grúzokkal. A modern Örményország fővárosát, Jerevánt i. e. 782-ben alapította I. Argisti urartui király, Erebuni vagy Eribuni néven.

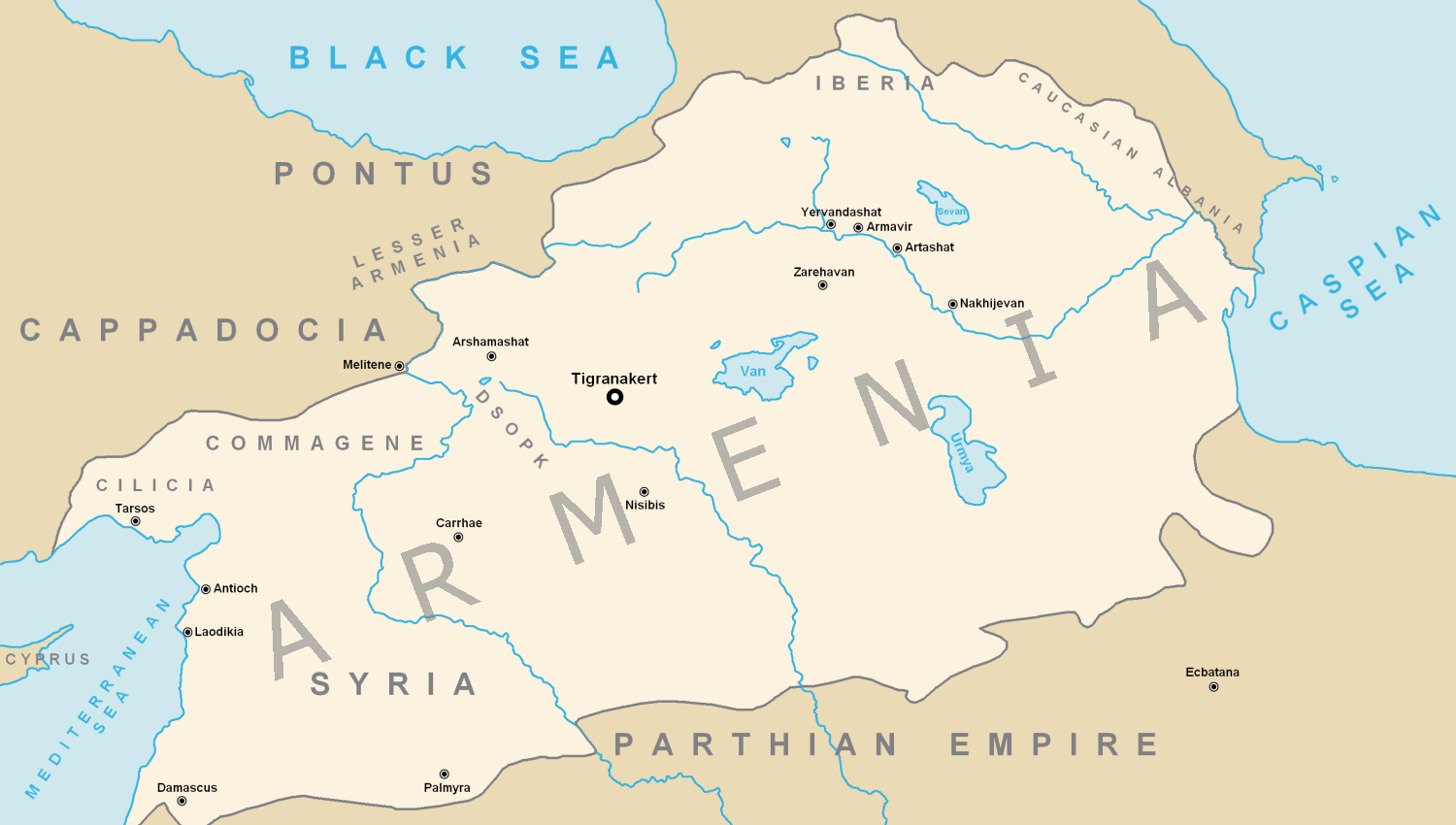
Örményország II. Tigranész idején

I. e. 600 körül az örmény királyságot az Orontida dinasztia alapította, amely számos helyi dinasztiára bomolva i. sz. 428-ig létezett. A királyság hatalmának csúcsán II. Tigranész alatt volt i. e. 95-66 között, akkor a régió leghatalmasabb királysága volt. Történelme során az örmény királyság hol független volt, hol autonómiát élvezett különböző átmeneti birodalmakban. Földrajzi helyzete okán, hogy két kontinens határán fekszik, számos inváziót kellett átélnie Örményországnak: jöttek az asszírok, a görögök, a rómaiak, a bizánciak, az arabok, a mongolok, a perzsák, a törökök, az oroszok.

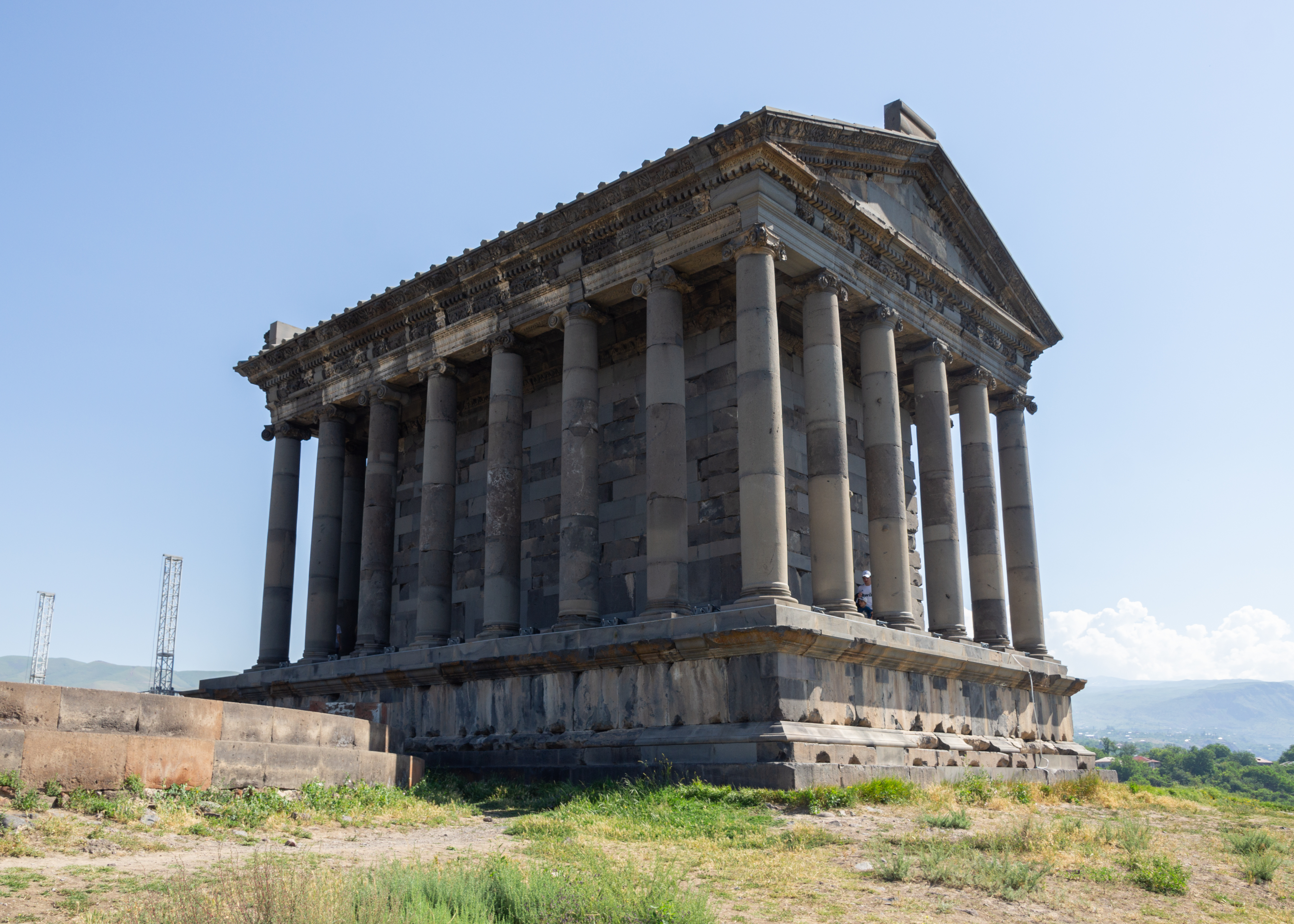
Garni ókori görög temploma

Örményországban keresztény közösségek voltak már 40 után, azután 301-ben a világon először itt lett államvallás a kereszténység. Különböző pogány közösségek voltak itt a keresztények előtt, de mind áttértek a misszionáriusok hatására. IV. Tiridatész (ur.: 298 k. – 324 k.) volt az a király, aki krisztianizálta népét, áttérése 10 évvel megelőzte a római birodalomban Galerius türelmi rendeletét és 36 évvel Nagy Konstantin megkeresztelkedését.
Az örmény királyság 438-as bukása után Örményország a Szászánida Birodalmon belül volt autonóm terület. Ez a 451-es örmény lázadás után lett végleges, amikor az örmények keresztény kormányzatot kaptak, míg a többi szászanida területet a perzsák közvetlenül kormányozták. Ez a rendszer a 630-as évekig maradt fenn, amikor a szászanida Perzsiát az arabok elfoglalták.

### Örményország a középkorban

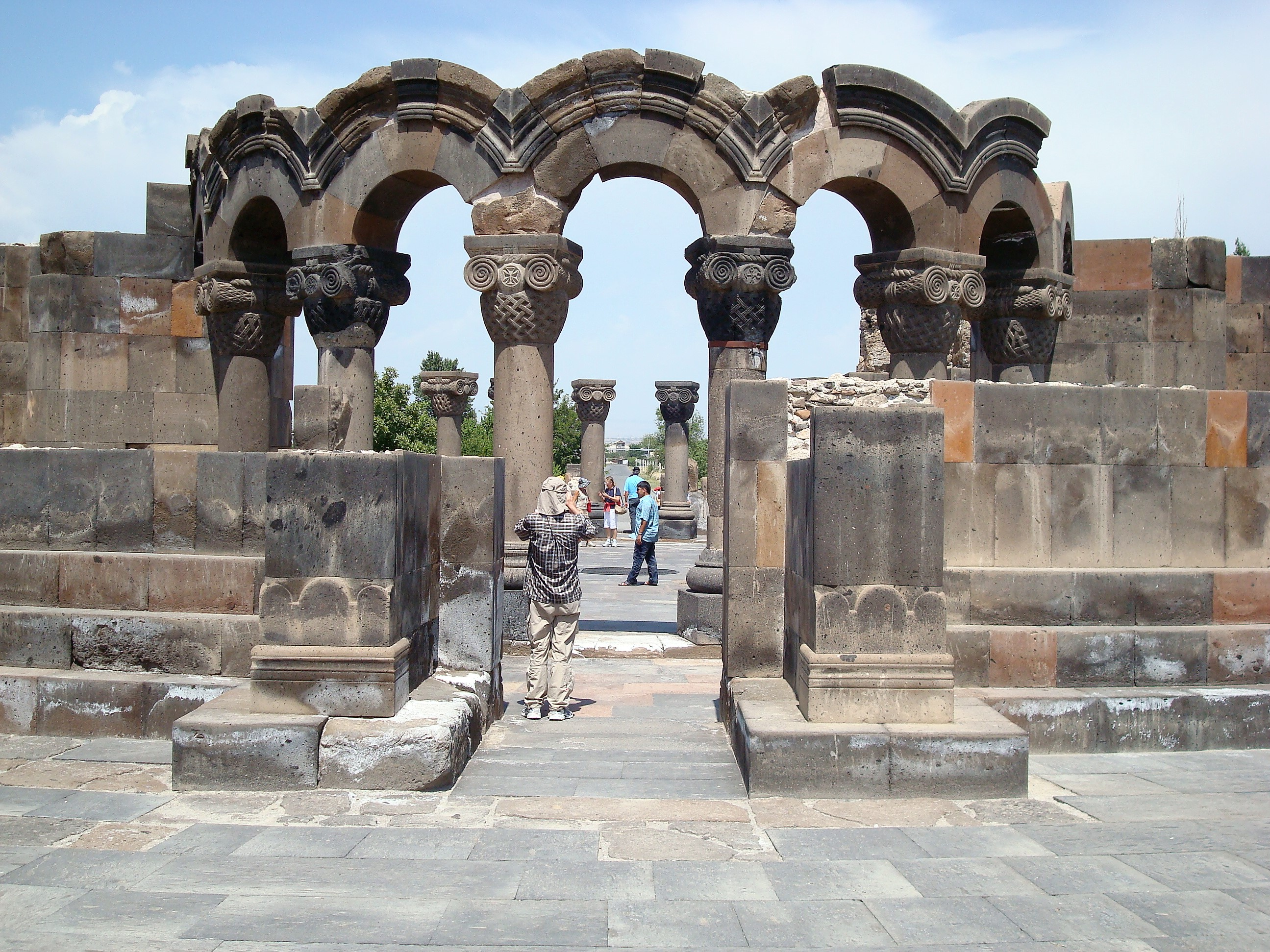
7. századi Zvartnots katedrális romjai

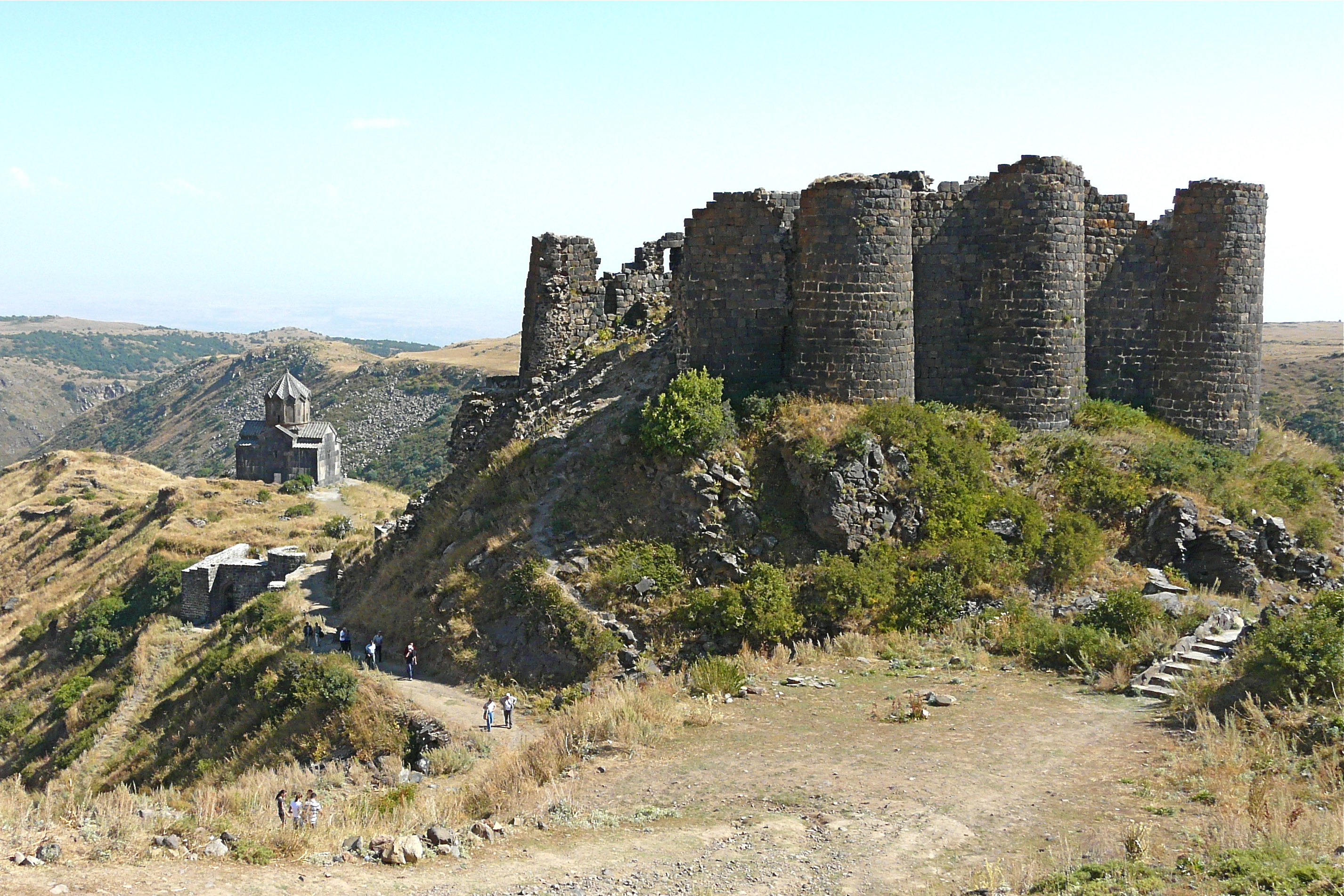
Amberd középkori várának romjai, a háttérben egy örmény ortodox templommal

A szászánida kor után Örményországban az Örmény Emirátust szervezték meg, amely autonóm fejedelemség volt az arab birodalmon belül, egyesítette mindazokat az örmény területeket, amelyek korábban a bizánci birodalomhoz tartoztak. Az örmény hercegek uralmát elismerte a kalifa és a bizánci császár is. Az Arminiyának nevezett adminisztratív egység része volt, amelybe beletartozott Grúzia és a kaukázusi Albania egy része is, a központja pedig Dvin örmény város volt. Ez a fejedelemség 884-ig létezett, amikor Örményország visszanyerte függetlenségét a gyengülő araboktól.
Az újra felemelkedő örmény királyság ura a Bagratuni-dinasztia volt, és 1045-ig állt fenn. Örményország számos területe elkülönült független királyságokban és fejedelemségekben, amelyek azonban elismerték a bagratida királyok főségét. Ilyen volt Vaspurakan királyság az Artsruni-dinasztia uralma alatt.
1045-ben a Bizánci Birodalom meghódította a bagratida Örményországot. Más örmény államok is bizánci ellenőrzés alá kerültek. A bizánci uralom rövid életű volt, 1071-ben a manzikerti csatában a szeldzsuk törökök megverték Bizáncot és meghódították Örményországot, létrehozták a Szeldzsuk Birodalmat. Hozzátartozóinak meggyilkolása után a halál vagy szolgaság elől menekült II. Gagik, Ani királya, akit az örmények Roupennek neveznek. Alattvalói egy részével behúzódott a Taurus hegységbe, azután pedig Kilikiába, Tarsusba ment. Az ottani bizánci kormányzó elismerte őt Kis-Örményország (Kilikia) királyának, amit ez az aktus hozott létre.
Hamarosan a szeldzsuk birodalom is megindult az összeomlás felé. A korai 1100-as években egy, a Zakarid nemesi családból származó örmény herceg félfüggetlen örmény fejedelemséget hozott létre Észak- és Kelet-Örményországban, ez a zakarida Örményország. Az Orbelian arisztokrata család a zakaridák mellett osztozott a hatalomban az ország sok részén.

### Idegen uralom
Az 1230-as években a mongol ilhánok meghódították a zakarida fejedelemséget, majd Örményország többi részét is. A mongol hódítás egyike volt a közép-ázsiai népek 1200-as évektől az 1400-as évekig tartó támadásainak. A súlyos pusztítások után Örményország lehanyatlott. Az 1500-as években a törökök és a szafavida Perzsia megosztotta egymás között Örményországot.

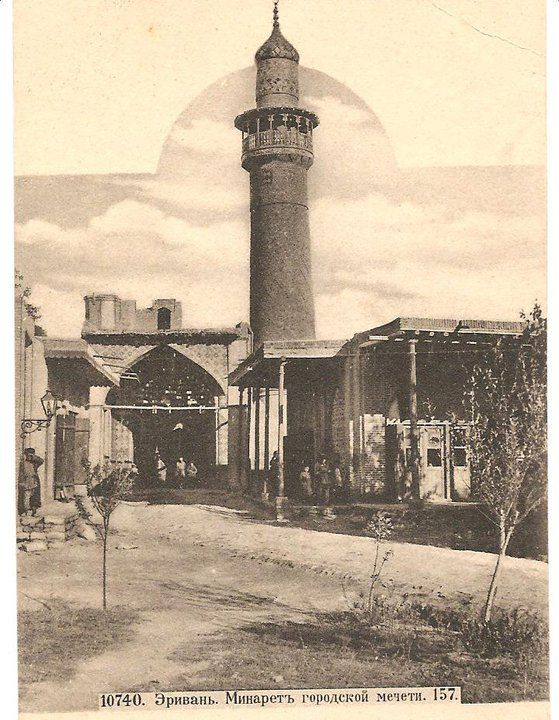
A városi mecset minarete Jerevánban

Az orosz birodalom bekebelezte Kelet-Örményországot (Jerevánnal és a Karabah kánsággal együtt) 1813-ban és 1828-ban.
A török uralom alatti örményeknek bizonyos autonómiát adtak településeiken és viszonylagos békében éltek a birodalom többi népével, beleértve a törököket. Keresztényként egy szigorúan muszlim társadalmi rendben, az örmények súlyos diszkriminációnak voltak kitéve. Amikor több jogot kezdtek követelni a török államtól, II. Abdul-Hamid szultán válaszul tömegmészárlásokat szervezett az örmények ellen 1894 és 1896 között, amikor különböző becslések szerint 80 000–300 000 ember pusztult el. Ezt a szultán neve után nevezik hamidi mészárlásnak, és ő a „véres szultán” csúfnevet kapta a világban.
Az Oszmán Birodalom összeomlásának a kezdete az ifjútörök forradalom volt 1908-ban, amely megdöntötte Hamid szultán trónját. Az örmények annak is örültek, hogy az Egység és Haladás Bizottsága másodosztályú státust biztosított nekik. Az örmény reformok részeként 1914-ben a velük kapcsolatos kérdések megoldására főfelügyelőt neveztek ki.

### Az örmény népirtás
Az első világháború kitörésekor mintegy kétmillió örmény élt az Oszmán Birodalom területén. Az örmény népirtás, amit a török hivatalos szervek máig nem ismernek el népirtásként, a szultán ellen harcoló ifjútörök mozgalom nevéhez fűződik. Bár az örmények sokszor segítették a szultán elleni harcukat, 1915 tavaszán az ifjútörökök, fegyveres erőik felügyeletével, a keresztény örmény férfiakat munkaszolgálatra hívták be, s ott szisztematikusan megölték őket. A török kormány 1915 és 1918 között lényegében irtóhadjáratot szervezett az örmény kisebbség ellen, amelynek tagjait deportálás, vagyonelkobzás, kínzás, tömegmészárlás és éhínség sújtotta. A genocídium emléknapja az örmények számára április 24-e. 1915-ben ezen a napon az Ifjú Törökök vezette kormány 200 örmény vezetőt tartóztatott le Isztambulban, és ezzel elkezdődött az örmények elleni megtorlás. A régóta tervezett intézkedések az örmény férfinépesség elgyengítését és megsemmisítését célozták, és csupán az első fejezetét jelentették az örmény genocídiumnak, amely egy darabig titokban folyt. Az áprilisi tömeges letartóztatások a fővárosban viszont ráirányították a figyelmet a népirtásra, hiszen az intézkedések az örmény kisebbség legismertebb személyeit sújtották. A következő napokban még százak jutottak ugyanerre a sorsra. Az elfogottakat anatóliai börtönökbe vitték, és egyszerűen kivégezték. A török hadseregbe besorozott örmény katonákat már korábban lefegyverezték, és munkaszolgálatra vezényelték. Az otthon maradottak esetében a férfiakat és a nőket különválasztva koncentrációs táborokba vagy a sivatagba hajtották, ahol éhen haltak, majd javaikat elkobozták. Előfordult várandós nők és gyermekek keresztre feszítése is.
Az első világháború vége felé az atrocitások ideiglenesen enyhültek, hogy aztán 1920 és 1923 között újra fellángoljanak. A népirtás során becslések szerint 1,5–2 millió örmény vesztette életét.

### Örmény Demokratikus Köztársaság
Örményország rövid életű függetlenségét háború, területi viták, Törökországból érkező menekültek tömeges befogadása, járványok és éhínségek jellemezték. Az Antant-hatalmak, hogy gyengítsék Törökországot, az új örmény államnak segélyeket adtak és más módon is támogatták.
A győztes Antant elhatározta a Török Birodalom felosztását. A sèvres-i békeszerződésben (1920. augusztus 10.) a győztes hatalmak elismerték Örményországot és területeket csatoltak hozzá. Ezt hívják „Wilsoni Örményországnak”, az Egyesült Államok akkori elnöke, Woodrow Wilson nyomán. Ezt a békét azonban elvetette a török nemzeti mozgalom és sohasem lépett hatályba. A Musztafa Kemál Atatürk által vezetett mozgalom a béke aláírása miatt eltávolította a szultánt, önmagát nyilvánította Törökország legitim kormányának, a kormány székhelyét Isztambulból Ankarába helyezte. Mindezek következtében felvetődött, hogy Örményország az Egyesült Államok népszövetségi mandátumterülete lehetne. Ebből azonban semmi sem lett.
1920-ban zajlott le a heves török-örmény háború, amely az alexandropoli békével (1920. december 20.) ért véget. A béke következtében Örményország leszerelte majdnem a teljes hadseregét, elvesztette háború előtti területének felét és a teljes Wilsoni Örményországot. Egyidejűleg a szovjet 11. hadsereg Grigorij Ordzsonikidze vezetésével megszállta Örményországot. Ezt november 29-én Karavanszarajnál (a mai Ijeván) kezdték és december 4-én elérték Jerevánt. Ezzel a rövid életű örmény köztársaság összeomlott.

### Szovjet-Örményország
Az Örmény Demokratikus Köztársaságot annektálta a bolsevik Oroszország. Grúziával és Azerbajdzsánnal együtt 1922. március 4-én a Kaukázusontúli Szocialista Szövetséges Tanácsköztársaság része lett. Az alekszandropoli béke rendelkezéseit felülírta a karszi szerződés, amelyet Jerevánban ratifikáltak 1922. szeptember 11-én. Törökország elismerte a szovjet fennhatóságot Adzsáriában, Batumi kikötőváros központtal, cserében szuverenitása alá került Kars, Ardaha, Iğdir. Ezek mindegyike korábban Orosz-Örményország része volt.
A Kaukázusontúli Szocialista Szövetséges Tanácsköztársaság 1922-től 1936-ig állt fenn, amikor is szétosztották három különálló szovjet szocialista köztársaságra (Örményország, Azerbajdzsán, Grúzia).
Örményországban viszonylagos stabilitás volt a szovjet uralom alatt. Gyógyszer, élelmiszer és egyéb ellátmány érkezett Moszkvából, a szovjet uralom gyógyírt jelentett a Török Birodalom utolsó éveinek zavarai után. Ez nem vonatkozott az egyházra, amelyet üldöztek a szovjet uralom alatt is. Lenin halála után, amikor Sztálin szerezte meg a hatalmat, újrakezdődött a rettegés időszaka az örmények számára. A Szovjetunióban élő többi kisebbséghez hasonlóan az örmények közül is tízezreket kivégeztek vagy deportáltak a sztálini nagy tisztogatások idején.
A félelem csökkent, amikor 1953-ban Sztálin meghalt, és Nyikita Hruscsov lett a Szovjetunió új vezetője. Gyorsan javult az élet Szovjet Örményországban is. Az egyház, amely sokat szenvedett Sztálin idejében, 1955-ben, I. Vazgen hivatalba lépésével, újjáéledt.
1967-ben felavatták az örmény népirtás emlékművét Jerevánban, a Hrazdan-szurdok felett. A tragikus események 50. évfordulóján, 1965-ben itt tömegtüntetés volt. Az 1980-as években, Gorbacsov idejében, a glasznoszty és a peresztrojka idején, az örmények azok miatt a környezeti károk miatt léptek fel, amelyeket a szovjet időkben épült gyárak okoztak.
Feszültség alakult ki Örményország és Azerbajdzsán között Hegyi-Karabah miatt. Szovjet-Örményország súlyos károkat szenvedett az 1988-as földrengésben. Gorbacsov képtelensége az örmény problémák (különösen Karabah ügyének) megoldására sok örmény illúzióvesztéséhez vezetett, nőtt a vágy a függetlenségre. Azerbajdzsánban (Szumgait) nyílt pogrom keretében örményeket öltek. Ezzel kiéleződött az örmény-azeri viszony.
1990 májusában létrehozták az Új Örmény Hadsereget, amely a Szovjet Hadseregtől elkülönült védelmi erőként szolgált. Összeütközés tört ki az Új Örmény Hadsereg és a szovjet belbiztonsági csapatok között Jerevánban, amikor az örmények megemlékeztek az Örmény Demokratikus Köztársaság 1918-as megalapításáról. Öt halott volt, amikor a belbiztonsági csapatok éles lőszerrel lőttek a vasútállomásnál. Tanúk szerint a belügyi csapatok túlzott erőt használtak és szították az összetűzést. Az örmény milicisták és a szovjet csapatok között egy másik tűzharcnak 26 halálos áldozata volt egy, a fővároshoz közeli településen. 1991. március 17-én Örményország, a balti államokhoz, Grúziához és Moldovához hasonlóan, bojkottálta azt a népszavazást, amelyen a szavazók 78%-a egy megreformált Szovjetunió fenntartása mellett szavazott.

### Függetlenség
1991-ben a Szovjetunió felbomlott. Örményország volt – a Baltikumon kívül – az első köztársaság, amely kivált, augusztus 23-án. 1991. szeptember 21-én népszavazást tartottak az országban a függetlenségről és a szavazók 99%-a támogatta Örményország Szovjetunióból való kiválását. Szeptember 23-án elfogadták az "Örményország állami függetlenségéről szóló nyilatkozatot".
A kezdeti éveket gazdasági válság jellemezte, és nyílt háború tört ki Azerbajdzsán és Hegyi-Karabah örmény lakossága között. A gazdasági nehézségek oka is a karabahi konfliktus volt, mert az azerbajdzsáni kormányzat úgy gyakorolt nyomást Örményországra, hogy leállította a vasúti és légi közlekedést Azerbajdzsán és Örményország között. Ezzel megbénult az örmény gazdaság áruinak 85%-át szállító vasúti forgalom. 1993-ban Törökország Azerbajdzsán támogatására csatlakozott a blokádhoz.
Karabahban 1994-ben orosz közvetítéssel tűzszünetet kötöttek. A háborúban a karabahi örmények csapatai elfoglalták Azerbajdzsán nemzetközileg elismert - örmény autonóm- területének 14%-át, benne magával Karabahhal. Azóta folynak a béketárgyalások Örményország és Azerbajdzsán között az Európai Biztonsági és Együttműködési Szervezet közvetítésével, máig sikertelenül. Mindkét ország gazdasága megszenvedi a végleges megállapodás hiányát és Örményország határai zárva vannak Azerbajdzsán és Törökország felé.

### 21. század
A 21. századba belépve Örményország számos nehézséggel szembesült. A magas munkanélküliség ellenére volt bizonyos gazdasági fejlődés.
2020-ban Hegyi-Karabah területéért újra háború tört ki közte és a szomszédos muszlim lakosságú Azerbajdzsán között, amelyből az azeriek kerültek ki győztesen.
Armen Szargszján, a köztársaság 2018. április 9-étől hivatalban lévő elnöke 2022. január 23-án bejelentette, hogy lemond, mert az elnöknek nincsenek meg az eszközei, nincs elegendő felhatalmazása ahhoz, hogy befolyásolni tudná a bel- és külpolitika alapvető folyamatait.
Azerbajdzsán 2023-ban felújította a háborút, amit ő terrorellenes műveletnek nevez. A harcoknak eddig tucatnyi halottja és sebesültje van. Örményországban az újabb háború belpolitikai válságot idézett elő, mert a Nikol Pasinján vezette kormány nem szándékozik közbelépni. A karabahi fegyveres erők tehetetlenek a jobb fegyverzettel bíró azeri hadsereggel szemben. Jeravánban kormányellenes tüntetések kezdődtek, amelyek az Azerbajdzsán elleni azonnali fellépést és/vagy pedig Pasinján távozását követelik.

### Természeti katasztrófák
- 1988. december 8-án földrengés történt, ami károkat okozott több városban, köztük volt Vanadzor és Gjumri.[16]

## Államszervezet és közigazgatás

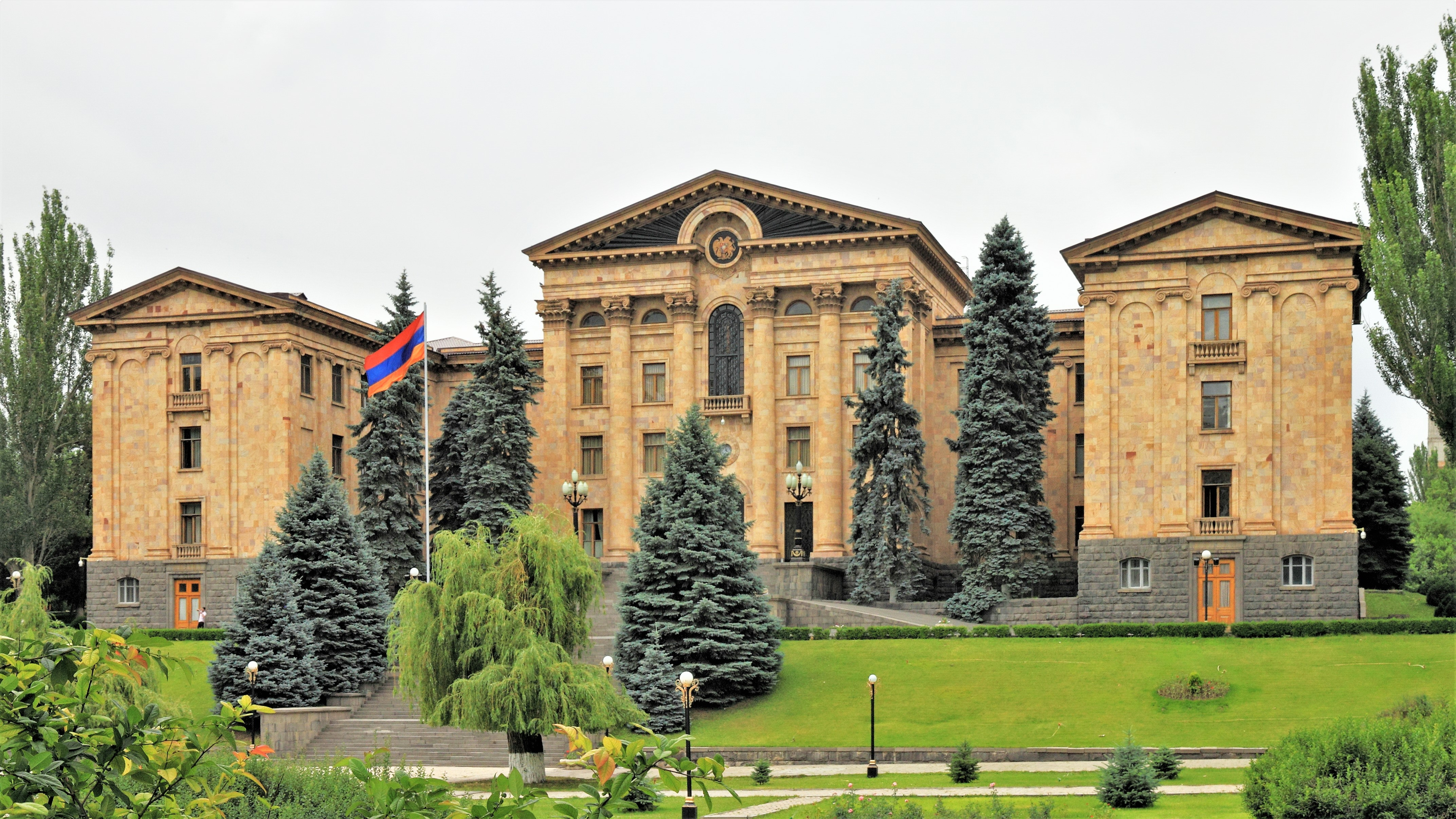
A parlament épülete, Jereván

### Alkotmány, államforma
Örményország államformája a köztársaság. A függetlenség utáni új alkotmányt 1995-ben népszavazáson fogadták el. A jelenleg hatályos örmény alkotmányt 2005-ben fogadták el, amely némileg módosította az 1995-ös alkotmányt. Az alkotmány alapján Örményország elnöki köztársaság, amelyben a köztársasági elnök nevezi ki a miniszterelnököt, illetve iktatja be vagy menti fel a kormány tagjait.
2015. december 6-án népszavazást tartottak az országban az alkotmány módosításáról, azzal a céllal, hogy az ország parlamentáris köztársasággá váljon. A népszavazáson a szavazók több mint 50%-a vett részt, és 63,35%-os arányban elfogadták a tervezett változtatásokat.

### Törvényhozás, végrehajtás, igazságszolgáltatás
A Népi Gyűlés az ország törvényhozó testülete. A képviselőket 4 évre választják.

### Közigazgatási beosztás
Örményország 11 tartományból áll:
| Ssz. | Tartomány                | Székhely                | Terület  | Népesség  | Térkép                   |
| ---- | ------------------------ | ----------------------- | -------- | --------- | ------------------------ |
| 1    | Aragacotn (Արագածոտն)    | Astarak (Աշտարակ)       | 2753 km² | 126 278   | Örményország tartományai |
| 2    | Ararat (Արարատ)          | Artasat (Արտաշատ)       | 2096 km² | 252 665   | Örményország tartományai |
| 3    | Armavir (Արմավիր)        | Armavir (Արմավիր)       | 1242 km² | 255 861   | Örményország tartományai |
| 4    | Gegarkunik (Գեղարքունիք) | Gavar (Գավառ)           | 5348 km² | 215 371   | Örményország tartományai |
| 5    | Kotajk (Կոտայք)          | Hrazdan (Հրազդան)       | 2089 km² | 241 337   | Örményország tartományai |
| 6    | Lori (Լոռի)              | Vanadzor (Վանաձոր)      | 3789 km² | 253 351   | Örményország tartományai |
| 7    | Sirak (Շիրակ)            | Gjumri (Գյումրի)        | 2681 km² | 257 242   | Örményország tartományai |
| 8    | Szjunik (Սյունիք)        | Kapan (Կապան)           | 4506 km² | 134 061   | Örményország tartományai |
| 9    | Tavus (Տավուշ)           | Idzsevan (Իջևան)        | 2704 km² | 121 963   | Örményország tartományai |
| 10   | Vajoc Dzor (Վայոց Ձոր)   | Jehegnadzor (Եղեգնաձոր) | 2308 km² | 53 230    | Örményország tartományai |
| 11   | Jereván (Երևան)          | Jereván (Երևան)         | 227 km²  | 1 091 235 | Örményország tartományai |

### Védelmi rendszer
Jelenleg a Kollektív Biztonsági Szerződés Szervezetének tagja.

## Népesség

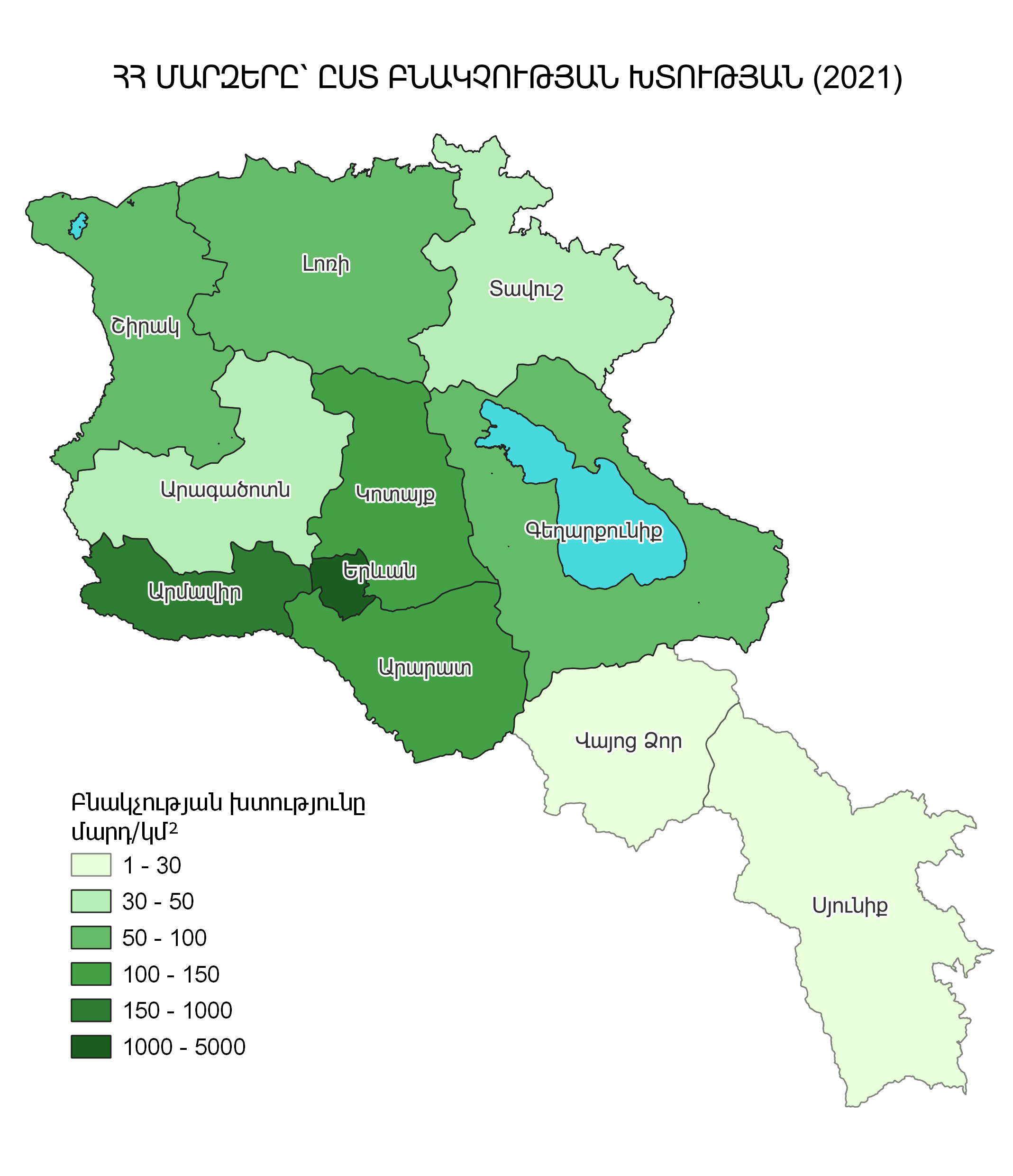
Örményország népsűrűsége 2021-ben

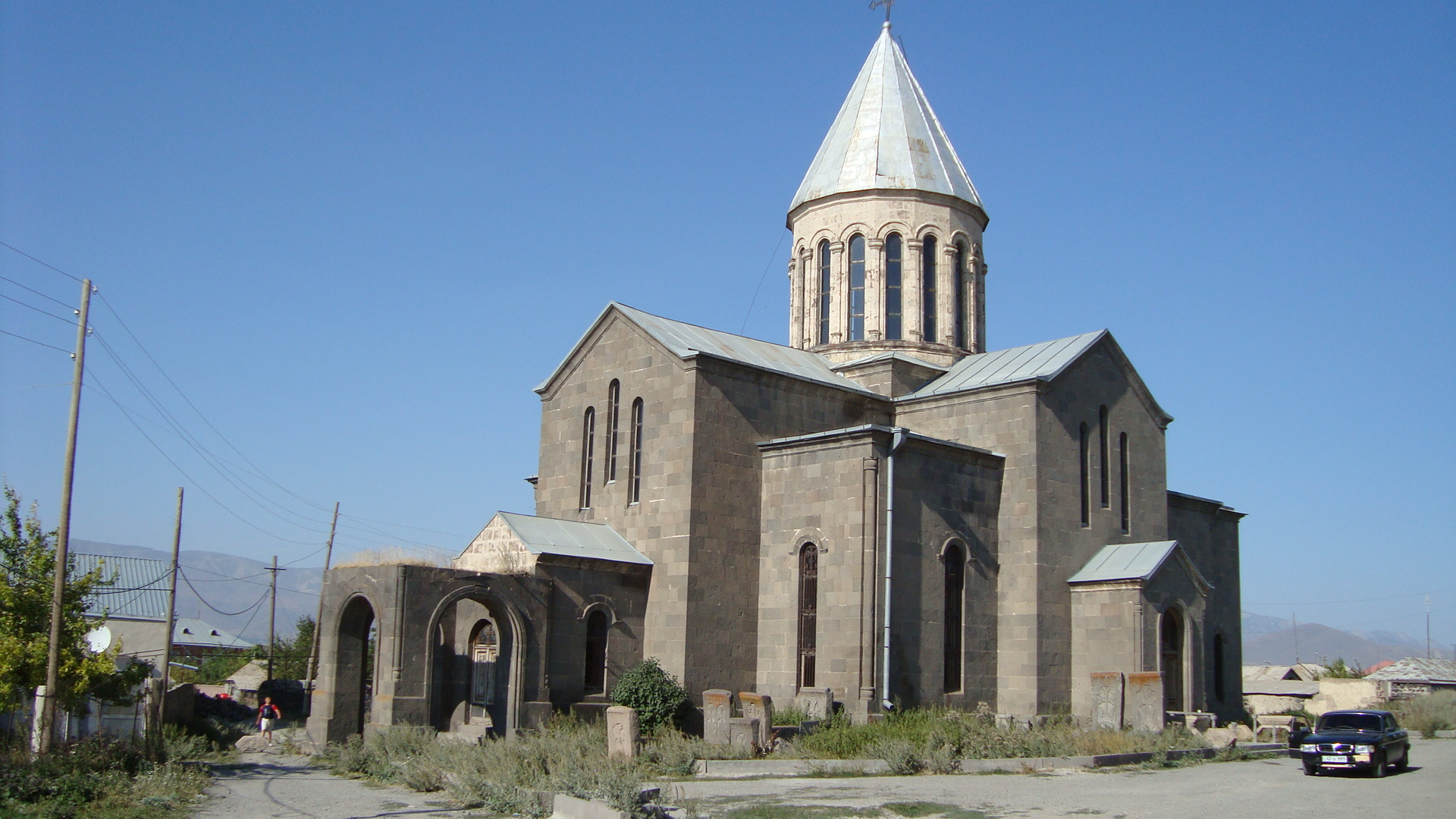
Vardenis örmény ortodox temploma

A Kaukázus vidékének etnikumai

### Általános adatok
- Népesség: 3 024 100 fő (2012. júniusi becslés).
- Népsűrűség: 100 fő/km².
- Népességnövekedés: -0,19% (2006).
- Születéskor várható átlagos élettartam: férfiak 68 év, nők 76 év (2006).
- Életkor szerinti megoszlás: 0-14 éves 20,5%, 15-64 éves 68,4%, 65 év feletti 11,1%.
- Városi lakosság aránya: 68,7% (1999).
- Írástudatlanság: 1,2% (1999).

### Legnépesebb települések
- Főváros: Jereván 1 091 235 fő (2001)
- Nagyobb városok: Gjumri, Vanadzor, Vagarsapat, Hrazdan, Abovjan

### Etnikai, nyelvi, vallási megoszlás
Hivatalos nyelve az örmény, amely az indoeurópai nyelvcsalád keleti ágához tartozik és saját ábécével rendelkezik.
- Népek: örmény 97,9%, kurd 1,3%, orosz 0,5%, egyéb 0,3%.
- Vallások: örmény gregoriánus 94,7%, egyéb keresztény 4%, jezidi 1,3%.

## Gazdaság

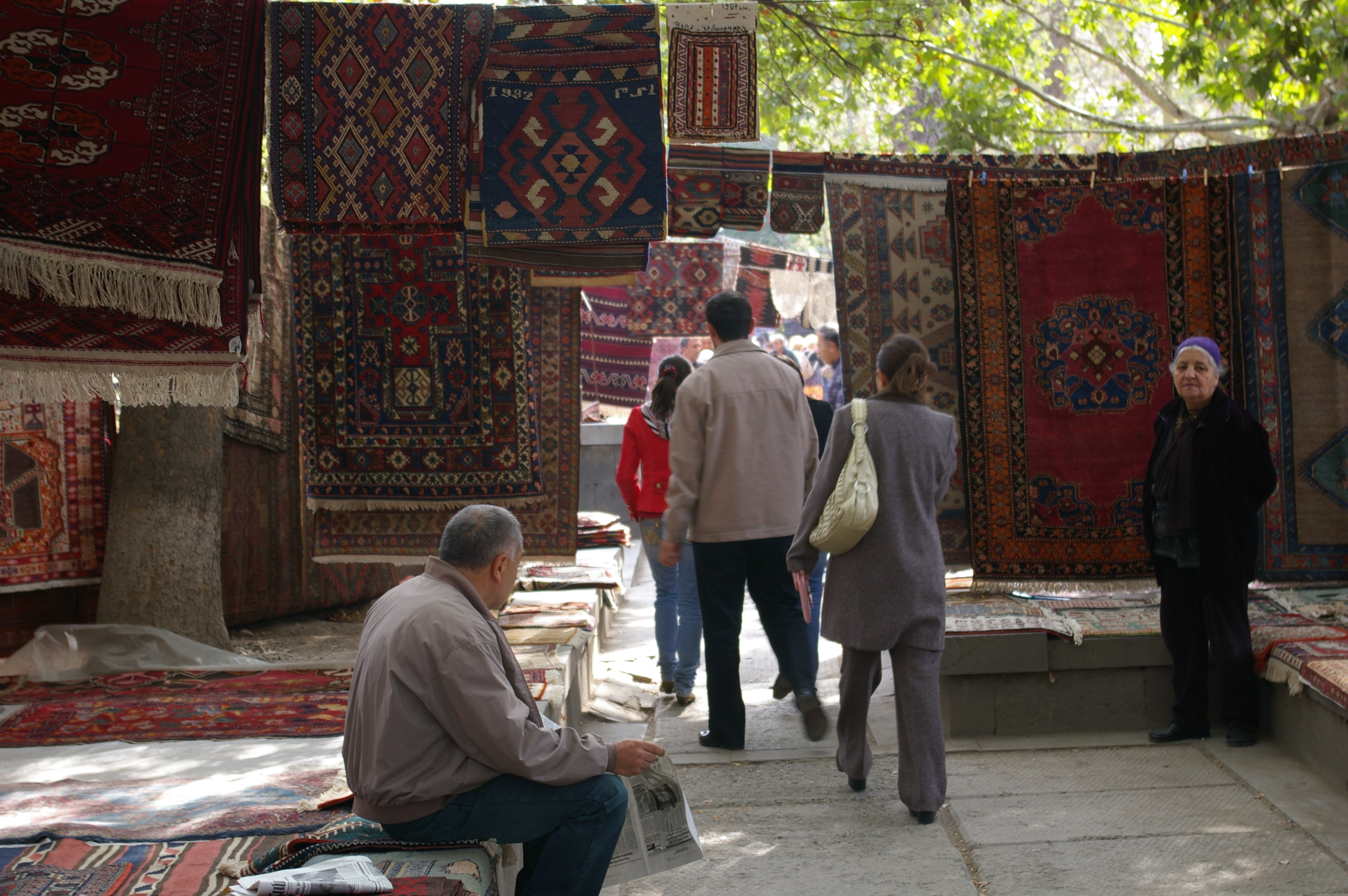
Szőnyegkínálat Jereván piacán

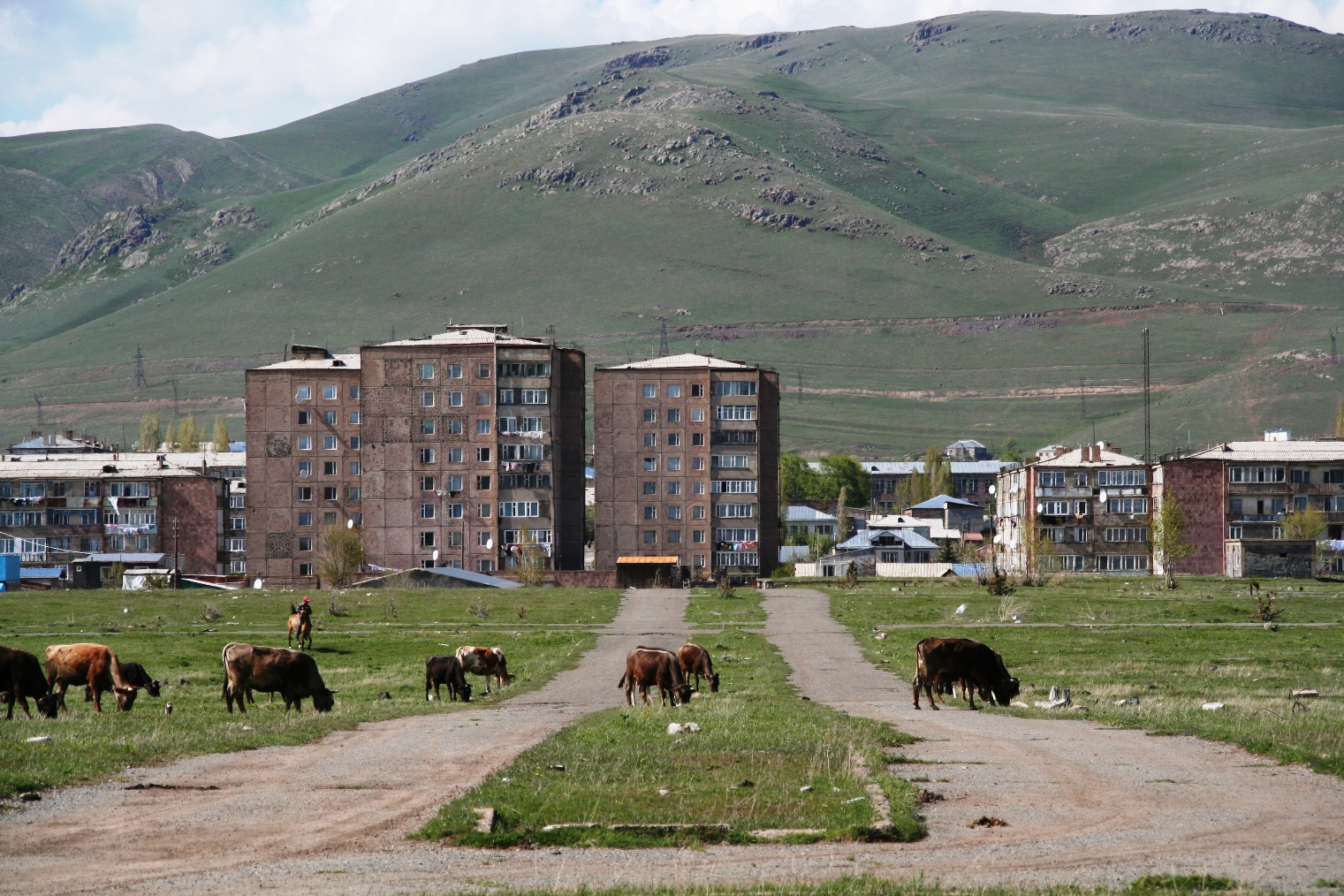
Tehenek legelnek egy település határán, Szevan

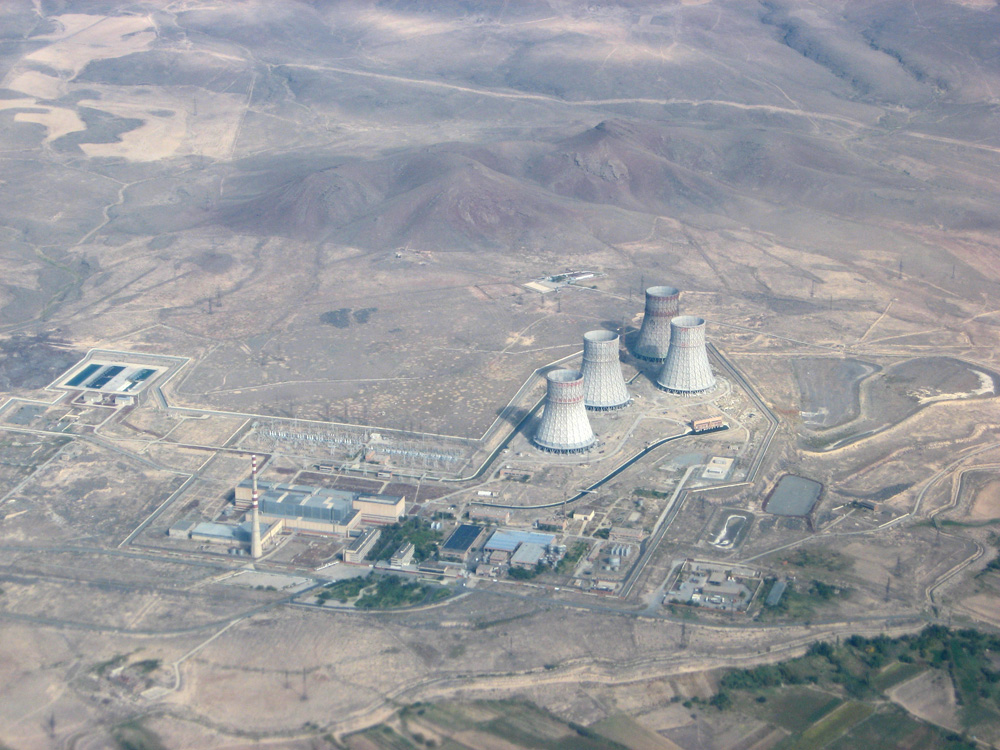
Atomerőmű, Metsamor

### Általános adatok
A GDP összetétele eredet szerint 2015-ben: mezőgazdaság: 23%; ipar: 30%; szolgáltatások: 47%.
2011-ben a munkaerő foglalkozása ágazat szerint: mezőgazdaság: 39%, ipar: 17%, szolgáltatások: 44%.

### Gazdasági ágazatok

#### Mezőgazdaság
A vulkáni kőzetekben képződött termékeny talajokon gyapotot, szőlőt, dohányt és citrusféléket termesztenek. Területének nagy része öntözésre szorul. Mezőgazdasága nagyobbrészt oázis jellegű: elsősorban a vízlelőhelyek környékén, a csatornák vidékén létesült. 
Jereván környékének borászata és konyakkészítése világszerte ismert.
A földterület megoszlása felhasználás szerint:
- szántóföld: 17%;
- szőlő és gyümölcsös: 3%;
- legelő: 24%;
- erdő: 15%;
- egyéb: 41% (1993-as becslés).

Állattenyésztésében a juhtartás a kiemelkedő.

#### Ipar
Főbb ágazatok: fémfeldolgozás, gépgyártás, kötött ruházat készítése, vegyi anyagok gyártása, mikroelektronika, ékszergyártás, élelmiszer-feldolgozás, konyakkészítés, bányászat.
Jelentős a gépgyártás és az elektronikai ipar. A kézműiparnak (szőnyegszövés, aranyművesség) nagy hagyományai vannak. Gazdag ásványkincsvagyona (főként színesfémércek: réz, cink, arany, ólom) ad alapot az ipar vezető ágazatának, a fémfeldolgozásnak.

#### Kereskedelem
Főbb partnerek 2015-ben:
- Export:  Oroszország – 15,2%,  Kína – 11,1%,  Németország – 9,8%,  Irak – 8,8%,  Grúzia – 7,8%, Kanada – 7,6%, Bulgária – 5,3%, Irán – 5,3%
- Import:  Oroszország – 29,1%,  Kína – 9,7%,  Németország – 6,2%,  Irán – 6,1%, Olaszország 4,6%, Törökország – 4,2%.
- Főbb importtermékek: földgáz, kőolaj, dohánytermékek, élelmiszer, gyémánt, gyógyszer, gépjárművek.
- Főbb exporttermékek: nyersvas, megmunkálatlan réz, arany, gyémánt, ásványi anyagok, élelmiszer, energia.

#### A 2022-es orosz-ukrán konfliktus hatása az örmény gazdaságra
A 2022-es orosz-ukrán konfliktus elől menekülők jelentős beáramlása az Örményország és Grúzia gazdaságára is érezhető hatást gyakorolt. Az Örményországba és Grúziába érkezett oroszok száma több tízezerre becsülhető. Az érkezők többsége a két ország legnagyobb városaiban, mint Jereván és Tbiliszi telepedett le, ami gyors bérleti és ingatlanár-emelkedést eredményezett. Például Jereván központjában egy kétszobás lakás bérleti díja egy év alatt jelentősen, akár 50%-kal emelkedett, míg Tbilisziben a lakásbérlésből származó állami bevételek 22,5%-os növekedést mutattak.
Bár az infláció kihívásokat jelent a helyiek számára, ez a gazdasági pezsgés fellendítette a helyi vállalkozásokat, különösen a vendéglátó- és turizmusipart. Gyumriban, Örményország második legnagyobb városában például a kávézók és bárok forgalma állandóan magas, amely korábban csak ünnepnapokon volt jellemző.
Mindazonáltal a lakosság megosztott az új helyzetről: egyesek üdvözlik az érkezők által generált gazdasági növekedést, míg mások nehézségeket tapasztalnak az árak emelkedése és a lakások elérhetetlensége miatt. Összességében az orosz emigráció közvetlen és jelentős hatással van a két ország ingatlanpiacára és társadalmi dinamikájára, ami hosszú távon változást hozhat a helyi gazdaságban és közösségekben.

## Közlekedés

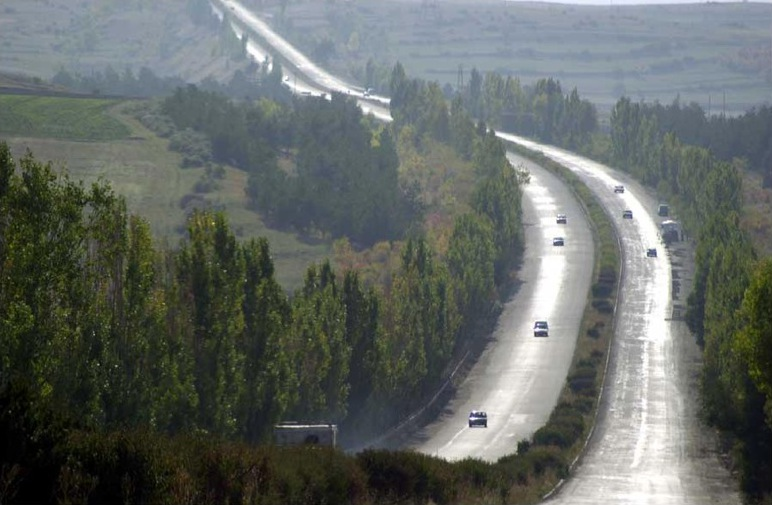
Főút Jereván közelében

### Közút
Az aszfaltozott közutak hossza 2010 körül 7700 km. 

### Vasút
Örményországban a vasúthálózat hossza 852 km.

### Légi közlekedés
Az országban 5 repülőtér van, személyszállításban legfontosabb Jereván mellett a Zvartnotszi nemzetközi repülőtér.

## Telekommunikáció
| Hívójel prefix | EK |
| ITU zóna       | 29 |
| CQ zóna        | 21 |

## Kultúra

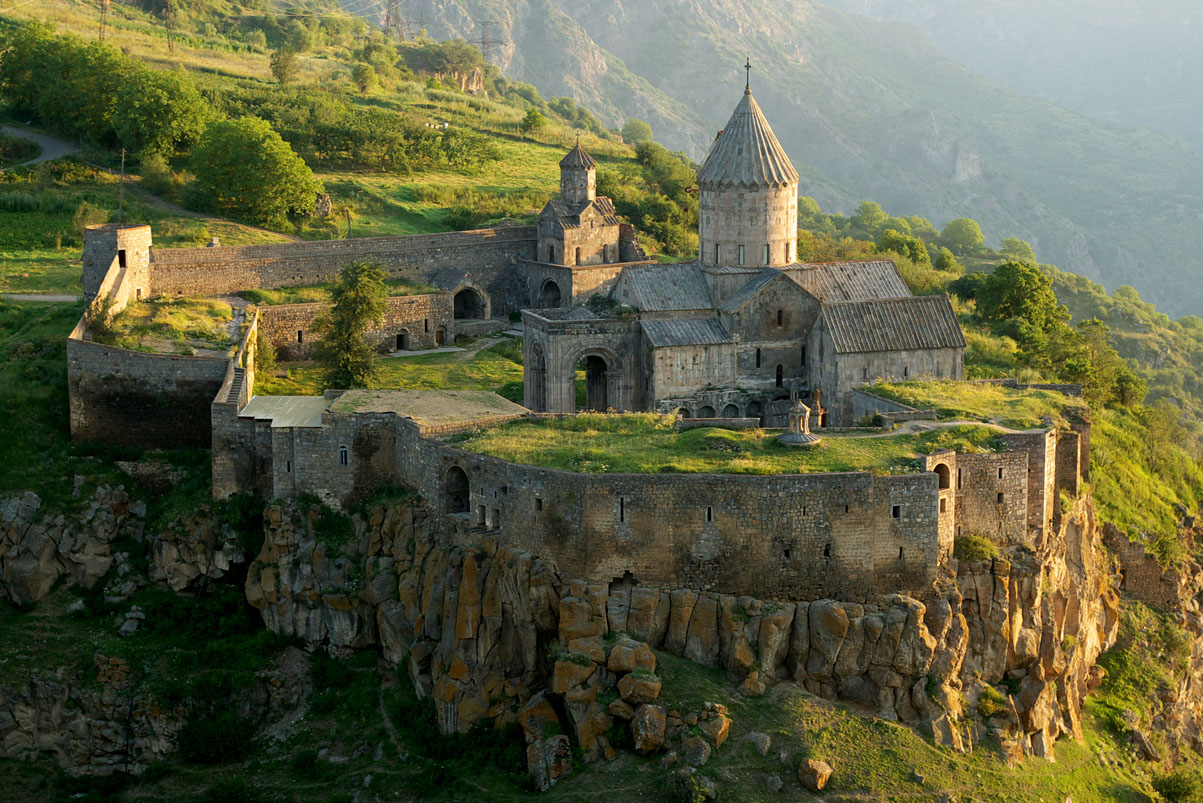
Tatev középkori kolostora

### Hagyományok
Az örmény, akárcsak a többi kaukázusi nép, igen vendégszerető. A vendégtörvény nem olyan szigorú, mint Grúziában, a hagyományos szokások alól a külföldi mentesül; nem kell minden pohárköszöntőnél fenékig kiinnia a borát, s hozzájárulást sem kell kérnie ahhoz, hogy szólhasson. Ha vendégségben vagyunk, tetszésünket, elégedettségünket általánosságban fejezzük ki, könnyen előfordulhat ugyanis, hogy ami nagyon megtetszett, azt nekünk ajándékozzák. Így írja elő ugyanis az ősi hagyomány, visszaélni azonban nem illik vele. Ha a társaság nőtagjai különvonulnak, ne erőltessük, hogy vegyenek részt a férfiak társalgásában. A nőket különös tisztelet övezi, s az erkölcsi normák szigorúak. Mint általában keleten, megkövetelik, hogy az asszony legyen nagyon tartózkodó az idegenekkel. 

### Gasztronómia
Az örmény konyha hasonlít a többi kaukázusi népéhez. Az ételek kevésbé fűszeresek, mint Grúziában, az édességek választéka nem olyan nagy, mint Azerbajdzsánban. Ízesítésre gyakran használják a fokhagymát. 
Néhány nemzeti eledel : 
- macun – erjesztett bivaly – és tehéntej, átmenet az aludttej és a joghurt között. Nyáron vízzel hígítva, hűsítőként isszák.
- szpasz – búzaleves, macunnal habarva, petrezselyemszerű füvekkel ízesítve;
- has – marhakocsonya, de levesként, melegen fogyasztják;
- boz-bas – húsleves, sok zöldséggel és ízesítő füvekkel;
- lobi – kifőtt zöldbab hagymával és olajjal;
- arisza – teljesen szétfőtt búzakása, hússal, zsírral és ízesítő füvekkel;
- dolma – hasonló a káposztatöltelékhez, de a húst nem káposzta-, hanem szőlőlevélbe göngyölik;
- dosab – sűrű szőlőszirup (cukor nélkül készítik);
- alani – cukrosdióval töltött, fűszerezett, szárított őszibarack;
- lavas – lángosszerű kenyérlepény.

## Turizmus

### Fő látnivalók
- Jereván
- A világörökségi helyszínek
- kolostorok
- Garni
- Shikahogh Állami Rezervátum és a Dilizsan Nemzeti Park
- Szeván-tó

## Sport

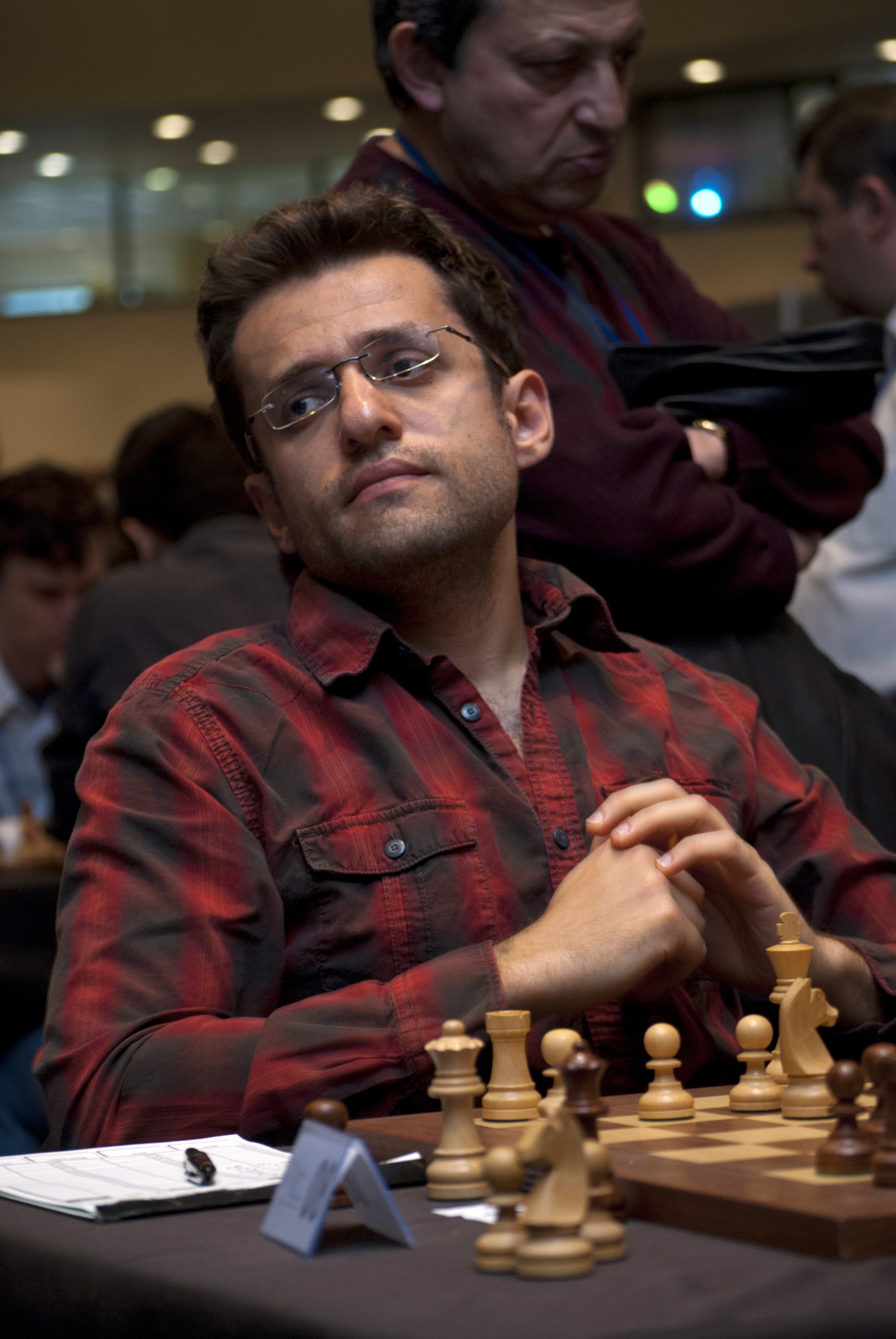
Levon Aronján sakknagymester

## Ünnepek
| magyar neve                                             | örmény neve                         | Dátum          |
| ------------------------------------------------------- | ----------------------------------- | -------------- |
| újév                                                    | Ամանոր                              | január 1-2.    |
| ortodox karácsony                                       | Սուրբ ծնունդ և Հայտնություն         | Január 6.      |
| a hadsereg napja                                        | Բանակի օր                           | Január 28.     |
| nemzetközi nőnap                                        | Կանանց տոն                          | március 8.     |
| anyák napja                                             | Մայրության, գեղեցկության և սիրո տոն | április 7.     |
| az 1915-17-es örmény genocídium áldozatainak emléknapja | Ցեղասպանության զոհերի հիշատակի օր   | április 24.    |
| a munka ünnepe                                          | Աշխատանքի օր                        | május 1.       |
| a győzelem és a béke napja (1945)                       | Հաղթանակի և խաղաղության տոն         | május 9.       |
| az 1918-as függetlenség napja                           | Հանրապետության տոն                  | május 18.      |
| az alkotmány napja (1995)                               | Սահմանադրության օր                  | július 5.      |
| az 1991-es függetlenség napja                           | Անկախության տոն                     | szeptember 21. |
| az 1988-as földrengés áldozatainak emléknapja           | Երկրաշարժի զոհերի հիշատակի օր       | december 7.    |